# Lisignago
Lisignago là một đô thị ở tỉnh Trento ở vùng Trentino-Alto Adige/Südtirol của Ý, tọa lạc cách 12 km về phía đông bắc của Trento. Tại thời điểm ngày 31 tháng 12 năm 2004, đô thị này có dân số 503 người và diện tích là 7,2 km².
Lisignago giáp các đô thị: Giovo, Cembra và Albiano.